# James Bagshaw
James Edward Bagshaw (1874 – 19 tháng 1 năm 1941) là một cầu thủ bóng đá người Anh thi đấu ở vị trí thủ môn.